# Mount Nero
Mount Nero ist ein 2520 m hoher Berg im ostantarktischen Viktorialand. In den Usarp Mountains überragt er 5 km nördlich des Forsythe Bluff die Westwand der Daniels Range. 
Das Gebiet wurde durch Vermessungsarbeiten des United States Geological Survey und mithilfe von Luftaufnahmen der United States Navy von 1960 bis 1963 kartografisch erfasst. Das Advisory Committee on Antarctic Names benannte den Berg 1970 nach Leonard L. Nero (* 1947), Biologe des United States Antarctic Research Program auf der McMurdo-Station von 1967 bis 1968.